# Villerac
Villerac ([biʎə'ɾak] és un poble de la comuna de Clarà i Villerac, a la comarca nord-catalana del Conflent. Entre 1790 i 1823 gaudí d'independència municipal, fins que fou agregat a Clarà, que fins aquell moment tenia també comuna pròpia.

## Etimologia
Joan Coromines explica que el nom d'aquest poble, que ell mateix es pregunta si no hauria de ser Billerac, prové de biliariaco, mot celta o celtoide fruit de la suma a l'ètim base bīlion- (rull, tronc) del sufix -acum, adjectivitzador.

## Geografia
L'antic terme comunal de Villerac és al sud-est del centre de la comarca del Conflent.
El terme de Villerac s'articula a l'entorn de la vall del Còrrec, així com dels tres còrrecs que el conformen: el del Bac, el del Solà i el de les Comelles. Dins del terme actual de Clarà i Villerac, ocupava aproximadament la meitat del territori: el sector nord i nord-est, l'est i el sud-est. El termenal, ara inexistent, anava aproximadament fent un biaix de nord-oest a sud-est.
|       | Els Masos |        |
| Clarà |           | Estoer |
|       | Taurinyà  |        |

### Villerac

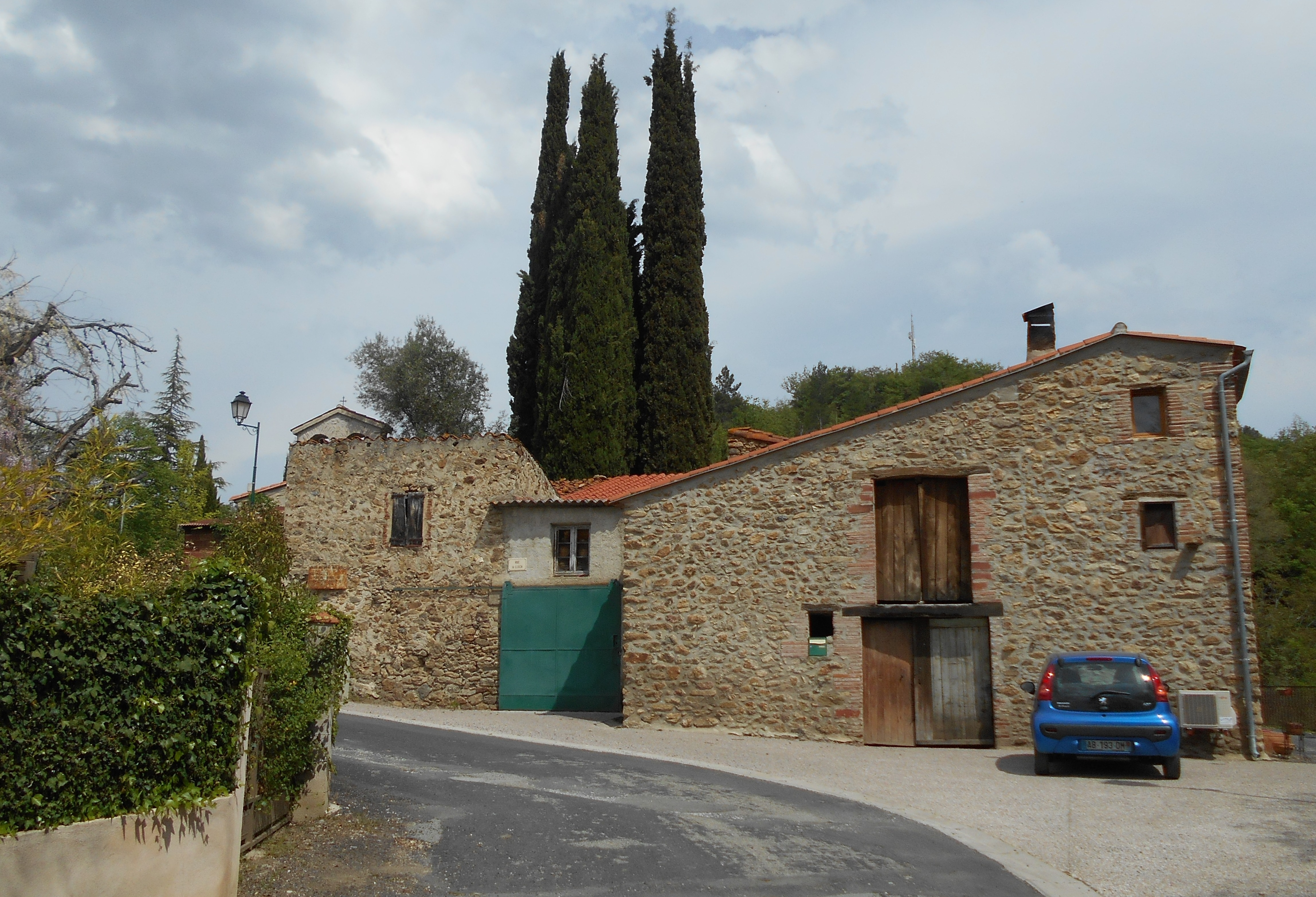
Barri de l'església

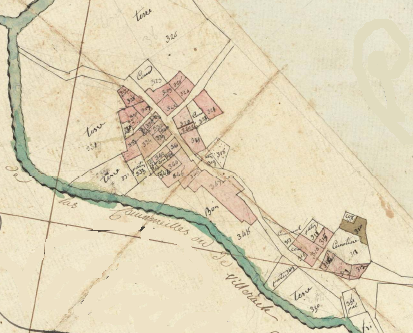
Villerac en el Cadastre napoleònic del 1812 (Arxius Departamentals dels Pirineus Orientals)

El poble de Villerac és situat just a llevant del lloc on es troben els còrrecs abans esmentats, a la dreta del curs d'aigua que hi passa a ran, el Còrrec del Solà.
És un poble agrupat a l'entorn de dos petits barris, un al costat de l'altre; el primer, amb la part baixa del poble i l'altre, amb l'església parroquial de Sant Silvestre i el cementiri, a l'extrem oriental del poble, en el lloc més elevat del nucli.

### Sant Esteve de Pomers
El Castell de Sant Esteve de Pomers, del qual es conserven molt poques restes, i l'església de Sant Esteve de Pomers, foren el centre de l'actual territori de Villerac. Era un castell emplaçat en un esperó rocós dels contraforts septentrionals del Massís del Canigó.
És situat a migdia del territori de Villerac, al sud-est de l'actual comuna de Clarà i Villerac.

### Orgeres
El lloc desaparegut d'Orgeres era a l'extrem meridional del territori de Villerac, al sud-est de l'actual comuna de Clarà i Villerac. El lloc actualment és del tot cobert de boscúries, on no queda cap resta d'aquest lloc documentat el 854 com a possessió de Sant Germà de Cuixà, el petit monestir precedent de l'abadia de Sant Miquel de Cuixà.

## Història

### Edats Mitjana i Moderna
El lloc de Villerac es formà a partir del segle xii al fons de la vall dessota del Castell de Sant Esteve de Pomers. Documentat des del 1173, en la forma Belerac, no sembla tenir antecedents anteriors a aquella data.

### Edat Contemporània
El 1790 la comuna de Villerac fou inclosa en el cantó de Prada, i hi va romandre després de la seva annexió a la comuna de Clarà el 1822, a través d'aquesta altra comuna, fins a la creació del Cantó dels Pirineus Catalans.

## Demografia

### Demografia antiga
La població està expressada en nombre de focs (f) o d'habitants (h)
| 1378 | 1515 | 1553 | 1709 | 1767 | 1774 |      |
| 3 f  | 1 f  | 1 f  | 37 f | 8 f  | 77 h | 22 f |

Font: Pélissier, 1986.

### Demografia contemporània
| Evolució de la població |      |      |      |      |      |      |
| 1793                    | 1794 | 1796 | 1800 | 1804 | 1806 | 1820 |
| 87                      | 121  | 84   | 96   | 104  | 99   | 135  |

Fonts: Ldh/EHESS/Cassini fins al 1999, després INSEE a partir deL 2004
Nota: A partir del 1822, els habitants de Villerac apareixen en els censos conjuntament amb els de Clarà, dins de Clarà i Villerac.